# Tomba del guerrer del griu
La tomba del guerrer del griu és una tomba de fossa de l'edat del bronze que data del 1450 ae, prop de l'antiga ciutat de Pilos a Grècia. Un equip de recerca patrocinat per la Universitat de Cincinnati i dirigit pels arqueòlegs marit i dona Jack L. Davis i Sharon Stocker la descobrí al 2015.
Durant l'excavació inicial de sis mesos, l'equip de recerca descobrí un esquelet d'home adult intacte i 1.400 objectes: armes, joies, armadures i peces d'argent i or. Des de 2015, el nombre d'objectes recuperats de la tomba ha arribat a més de 3.500, incloent una pedra de segell minoica anomenada àgata del combat de Pilos, i quatre anells d'or de segell amb imatges detallades de la mitologia minoica.

## Antecedents
El «palau de l'edat del bronze millor preservat de la Grècia continental» és el palau de Nèstor, situat prop de la ciutat de Pilos. El 1939, l'arqueòleg Carl Blegen, professor de la Universitat de Cincinnati, amb la cooperació de l'arqueòleg grec Konstandinos Kuruniotis, excavaren per localitzar el palau del famós rei de la Ilíada d'Homer.
Blegen trià el cim d'un pujol de Messènia, l'Epan Englians, com a possible ubicació de les antigues ruïnes. L'excavació descobrí les restes d'una sèrie d'estructures, tombes i els primers exemples d'escriptura grega en lineal B. L'excavació continuà de 1952 a 1966; Blegen se'n retirà al 1957.
Amb preguntes per respondre sobre la civilització micènica anterior al s. XIII ae la Universitat de Cincinnati reprengué les excavacions al palau de Nèstor el 2015, amb el suport de l'Escola Americana d'Estudis Clàssics d'Atenes i amb el permís del Ministeri de Cultura grec. El treball de Blegen a Pilos el continuaren Jack L. Davis i Sharon Stocker, que havien treballat en aquesta zona de Grècia durant 25 anys.

## Excavació inicial al 2015
La tomba es descobrí en un camp d'oliveres prop de l'antic palau de Nèstor, a la ciutat de l'edat del bronze de Pilos, al sud-oest de Grècia. Els directors de l'excavació, Davis i Stocker, havien planejat excavar pujol avall des del palau. A causa de problemes burocràtics locals i una vaga imprevista, no pogueren obtenir un permís per al lloc desitjat i només se'ls donà permís per cavar en un olivar veí.
El 28 de maig de 2015, aparegué un pou de dos metres per un metre amb un esquelet al fons envoltat de diversos objectes en un taüt de fusta col·locat dins d'una cambra folrada de pedra: hi havia ofrenes votives dins i damunt del taüt i en el pou folrat de pedra. Les troballes eren joies, pedres d'ivori, ivori tallats, pintes, copes d'or i argent i armes de bronze.

## Identificació del guerrer del griu
«Les anàlisis de l'esquelet mostren que aquest dignatari de trenta tants anys va aconseguir tenia una alçada de 1,70 m, alt per a un home del seu temps. Les pintes a la tomba impliquen que tenia el cabell llarg. Una reconstrucció facial computeritzada basada en la del guerrer skull, feta per Lynne Schepartz i Tobias Houlton, antropòlegs de la Universitat del Witwatersrand de Johannesburg, mostra un rostre ampli i determinat amb els ulls molt junts i una mandíbula prominent».
«De moment no tenim idea de la identitat d'aquest home», va dir Stocker, a part que era algú molt important i ric. Els ossos mostren que era de complexió robusta, la qual cosa, juntament amb els objectes marcials trobats a la tomba, suggeria que era un guerrer, encara que també podria haver estat un sacerdot, ja que molts dels objectes tenien un significat ritual.
L'examen científic de les dents i ossos pèlvics ben conservats pot ajudar a determinar-ne l'origen genètic, dieta i causa de mort.

### Objectes de la tomba
- Una caixa d'or amb una cadena amb acabats d'«heura sagrada».[6]
- Una espasa d'un metre de llarg, amb l'empunyadura recoberta d'or.[6]
- Una daga amb empunyadura d'or.[6]
- Moltes copes d'or i plata.[6]
- Grans de cornalina, ametista, ambre i or.[6]
- Quatre anells d'or.[6]
- Dotzenes de petits segells tallats amb gravats que representen combats, dees, joncs, lleons i homes saltant sobre toros.[8]
- Una placa d'ivori amb la representació d'un griu sobre un paisatge rocós.[6]
- Un mirall de bronze amb un mànec d'ivori.[6]
- Fines bandes de bronze (restes de l'armadura del guerrer.[1]
- Ullals de senglar possiblement del casc del guerrer.[1]
- Un ganivet amb una fulla gran i quadrada.[1]
- Dues copes d'or aixafades i una copa d'argent amb vora daurada.[10]
- Sis copes d'argent.[10]
- Tasses de bronze, bols, àmfores, gerres i un bol, alguns amb or, alguns amb adorns platejats.[10]
- Sis pintes d'ivori decorades.[10]

## Primeres excavacions i anàlisis
Al principi l'equip d'investigació trobà difícil determinar la data del soterrar de la tomba. Les restes de terrissa se solen usar per datar, però la tomba del guerrer no contenia ceràmica. Al 2016, noves excavacions al voltant de la tomba desenterraren fragments de ceràmica que permeteren a Davis i Stocker datar el lloc entre 1500-1450 ae: el guerrer visqué al final del període dels enterraments en tomba de fossa i abans de la construcció dels palaus micènics, inclòs el palau de Nèstor.
Els investigadors estan estudiant els objectes detalladament, i la seua ubicació final serà determinada pel Servei Arqueològic Grec. L'exantropòloga de la UC Lynne Schepartz, de la Universitat de Witwatersrand de Johannesburg, Sud-àfrica, n'estudia les restes esquelètiques.
Les proves d'ADN i les anàlisis d'isòtops també estan en marxa amb l'esperança d'aprendre més sobre els orígens etnicogeogràfics del guerrer.

### Anells amb segell d'or
Quatre anells d'or amb segells presentats a la fi de 2016 estan gravats amb intricades imatges minoiques i indiquen clarament una important transferència cultural micenicominoica en aquesta època.
El gravat és tan fi i exquisit que només un microscopi en revela tots els detalls i l'excel·lent artesania.

## Àgata del combat de Pilos
Entre els diversos objectes trobats en la tomba, un article petit de 3,6 cm de longitud i incrustat en pedra calcària aparegué al cap d'un any de neteja com una pedra de segell bellament tallada. La imatge del segell, una escena de combat intrincadamente tallada, només es pot veure amb tot detall amb una lent de càmera de fotomicroscopia. «Es degué usar una lupa per crear els detalls en la pedra», segons Stocker, però «mai s'ha trobat cap tipus d'eina d'augment d'aquest període».

## Interpretacions
«Probablement des de la dècada de 1950 no hem trobat una tomba tan rica», digué James C. Wright, director de l'Escola Americana d'Estudis Clàssics d'Atenes. La tomba, segons el Dr. Wright, es troba "en la data del nucli de la relació de la cultura continental amb la cultura superior de Creta" i ajudarà els estudiosos a entendre com les cultures de les ciutats estat que es desenvoluparen a Creta s'adoptaren en el que esdevingué la cultura palatina micènica al continent.
«Els palaus trobats a Micenes, Pilos i en altres parts de Grècia continental tenen una inspiració comuna: presos en gran manera de la civilització minoica que sorgí a la gran illa de Creta, al sud-est de Pilos. Els micènics consideraven els minoics culturalment superiors, però els van envair. Com, llavors, la cultura minoica passà als micènics? La tomba del guerrer pot tenir-hi moltes respostes. Va morir abans que els palaus començaren a construir-se, i la seua tomba és plena d'objectes fets a Creta. «Això succeeix en un moment de transformació en l'edat del bronze», digué el Dr. Brogan, director del Centre d'Estudis de la Prehistòria de l'Egeu per a l'est de Creta.
Davis i Stocker creuen que els objectes descoberts el 2015 a la tomba de 3.500 anys d'antiguitat «eren símbols del seu poder com a governant de la ciutat de Pilos», situada a la costa sud-occidental de Grècia. «Siguen qui siguen, són persones que introdueixen formes minoiques al continent i forgen la cultura micènica», va dir Davis.